# Lampichthys procerus
Lampichthys procerus és una espècie de peix de la família dels mictòfids i de l'ordre dels mictofiformes.

## Morfologia
- Els mascles poden assolir 10 cm de longitud total.[2][3]

## Reproducció
És sexualment madur a partir dels 8 cm de llargària.

## Depredadors
És depredat per Deania calcea (Austràlia), Macruronus novaezelandiae (Austràlia), Arctocephalus gazella (Illes del Príncep Eduard), Arctocephalus tropicalis (Illes del Príncep Eduard) i Aptenodytes patagonicus (Illes Crozet).

## Hàbitat
És un peix marí i d'aigües profundes que viu entre 0-2.000 m de fondària.

## Distribució geogràfica
Es troba a tots els oceans.